# Zygmunt Kurtz
Zygmunt Kurtz (ur. w 1848 w Otwocku Wielkim (przypuszczalnie), zm. 4 maja 1917 w Genewie) – polski ogrodnik, pionier nowoczesnego sadownictwa.

## Życiorys
Zygmunt Kurtz był synem Jana Kurtza, właściciela Otwocka Wielkiego, Karczewa i Ostrowca. Zygmunt studiował w Szwajcarii a w latach 1873-1875 na uniwersytecie paryskim. Studia przerwał po śmierci swego ojca i powrócił do Otwocka, aby zarządzać majątkiem.
W 1884 Zygmunt Kurtz założył sad towarowy, w którym posadził ponad 20 tysięcy drzewek. Sad ten dostarczał owoce dla Warszawy i Petersburga.
We współpracy z Edmundem Jankowskim wprowadzał nowe odmiany drzew owocowych. Jego sady stały się wzorem przy zakładaniu wielu innych sadów w okolicy.
Kurtz był współzałożycielem Towarzystwa Ogrodniczego Warszawskiego i ofiarował Towarzystwu grunty oraz zabudowania w celu stworzenia szkoły ogrodniczej. Jednak ze względu na brak finansów szkoła nie powstała. Udało się natomiast utworzyć spółdzielnię koszykarską wraz z niewielką szkołą koszykarstwa.
Zygmunt Kurtz miał zainteresowania muzyczne. Duży zbiór nut, który zgromadził, uległ zniszczeniu w czasie I wojny.
Kurtz nie założył rodziny. Po jego śmierci majątek przejął jego siostrzeniec,  Władysław Jezierski.